# Monterrubio de la Sierra
Monterrubio de la Sierra ist eine westspanische Kleinstadt und eine Gemeinde (municipio) mit 148 Einwohnern (Stand: 2024) in der Provinz Salamanca in der Region Kastilien und León. Neben dem Hauptort Monterrubio gehören zur Gemeinde die Ortschaften Torre Zapata, Segovia de Sacedón, Hernancobo und Miguel Muñoz sowie die Wüstungen Segovia la Chica, Las Lomas und Cortos de Sacedón.

## Lage und Klima
Die ca. 965 m hoch gelegene Gemeinde Monterrubio de la Sierra befindet sich im Süden der altkastilischen Hochebene (meseta). 
Die Stadt Salamanca ist knapp 22 Kilometer in nördlicher Richtung entfernt. Das Klima im Winter ist durchaus kühl; die geringen Niederschlagsmengen fallen – mit Ausnahme der nahezu regenlosen Sommermonate – verteilt übers ganze Jahr.

## Bevölkerungsentwicklung
| Jahr      | 1970 | 1981 | 1991 | 2001 | 2011 | 2021 |
| Einwohner | 340  | 234  | 172  | 167  | 197  | 154  |

Das kontinuierliche Bevölkerungswachstum der Gemeinde basiert im Wesentlichen auf dem Zuzug der durch die Mechanisierung der Landwirtschaft und der Aufgabe bäuerlicher Kleinbetriebe arbeitslos gewordenen Landbevölkerung (Landflucht), die günstigen Wohnraum nahe der Großstadt Salamanca suchte. 

## Sehenswürdigkeiten
- Michaeliskirche (Iglesia de San Miguel Arcángel)

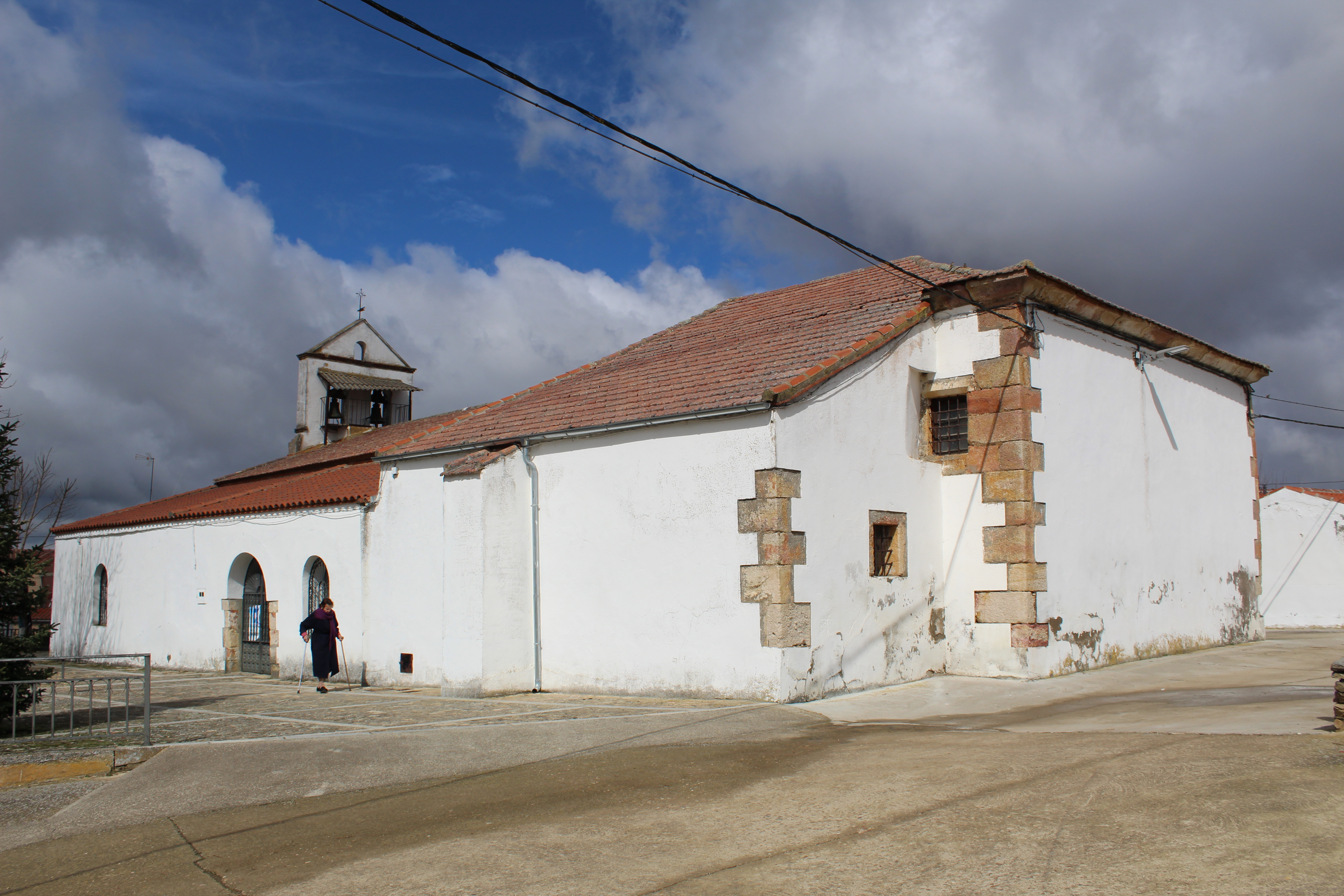
Michaeliskirche
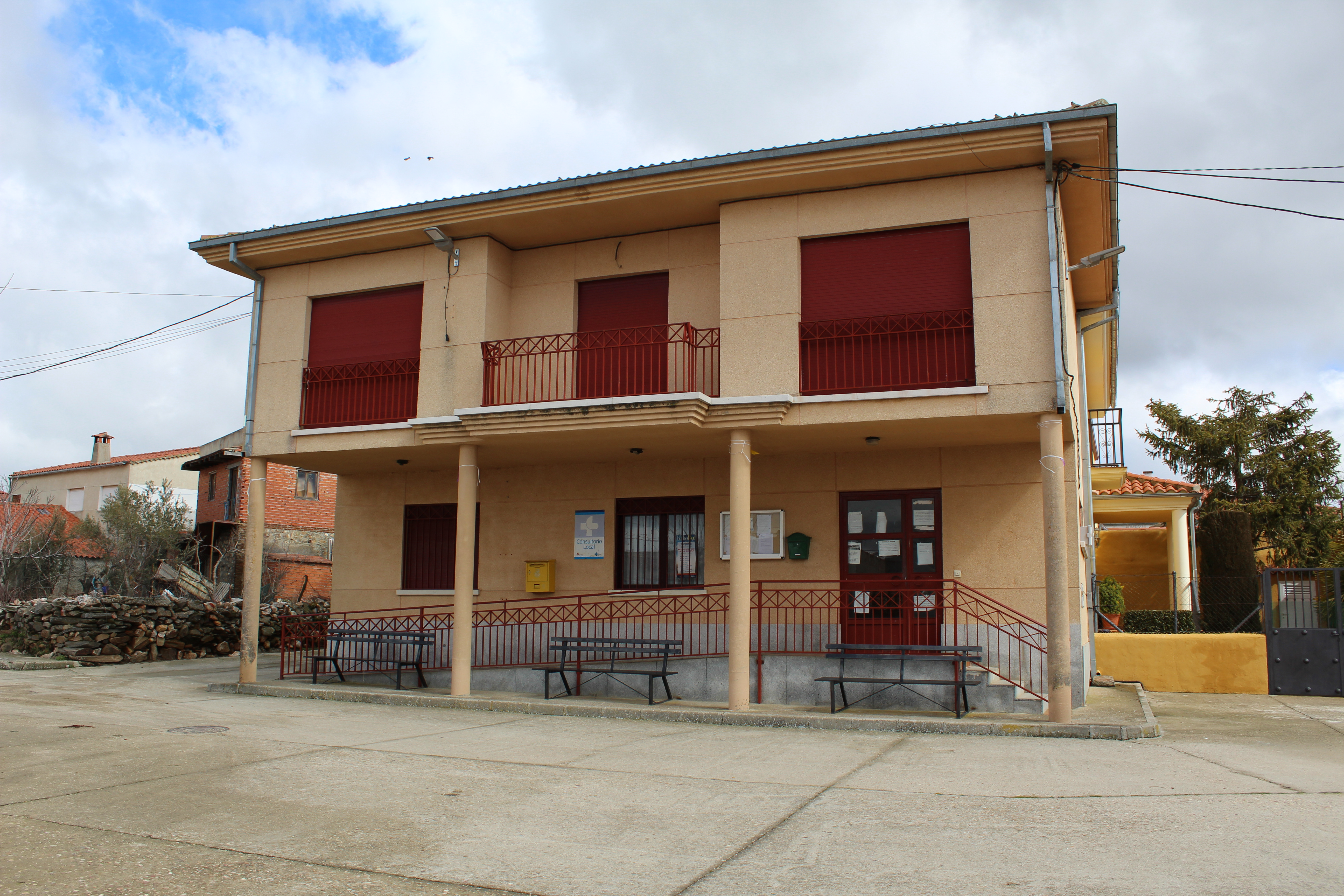
Rathaus